# 8783 Gopasyuk
8783 Gopasyuk eller 1977 EK1 är en asteroid i huvudbältet som upptäcktes den 13 mars 1977 av den rysk-sovjetiske astronomen Nikolaj Tjernych vid Krims astrofysiska observatorium på Krim. Den har fått sitt namn efter den sovjetiske astrofysiken Stepan Hopasjuk (1930-2005).